# Mr.ノーバディ
『Mr.ノーバディ』（原題：Nobody）は、2021年のアクション・スリラー映画。仕事でも家庭でも尊敬されない平凡で冴えない中年男だが、実は過去に政府機関で執行者として働いていた主人公が、凶悪なマフィアと抗争に至る。監督はイリヤ・ナイシュラー、脚本はデレク・コルスタッド。出演はボブ・オデンカーク、コニー・ニールセン、RZA、クリストファー・ロイド、アレクセイ・セレブリャコフなど。主演のオデンカークはプロデューサーも務めた。
2021年3月26日に、ユニバーサル・ピクチャーズによって米国で劇場公開された。この映画は、批評家たちから総じて肯定的なレビューを受けた。
題にある「ノーバディ（Nobody）」は取るに足らない、つまらない人間を意味するのと同時に「誰でもない」「該当者なし」の意味も含意し、劇中で展開される。

## プロット
妻と2人の子供を持つハッチ・マンセルは、義父が経営する金型工場に会計士として務めている。彼は郊外の自宅と職場を路線バスで往復し、帰りには老人ホームに入居する父デイビッドを訪問する単調な生活を送り、家族からも軽んじられる平凡で冴えない（ノーバディな）中年男であった。ある夜、家に若い男女2人組の強盗が入る。ハッチは反撃するチャンスがあったが、葛藤の末にこれを無抵抗で見逃し、息子から失望される。後日、盗まれたかもしれない娘のブレスレットを取り返そうと元FBI捜査官であった父の捜査官バッジを使い、犯人の住居を突き止める。犯人夫婦に銃を突きつけ、自分の腕時計は取り返すものの、酸素吸入器をつけた乳児を見て強盗の動機を察し、怒りの矛先を失ってそのまま立ち去る。悶々とした帰りのバス内で、酔っ払ったロシア人のチンピラグループが乗り込んでくる。彼らに絡まれた若い女性客を助けるため、ハッチは怒りを爆発させ、満身創痍になりながらも彼らを叩きのめす。
実はチンピラらの中にロシアンマフィア、クズネツォフ・ファミリーのボスであるユリアン・クズネツォフの実弟テディがいた。ユリアンはロシアンマフィアたちの基金「オブシャク」を任されているほどの有力者であり、凶暴な性格で知られていた。そして先の乱闘の傷が元で間もなくテディは亡くなり、ユリアンは復讐を誓う。彼は犯人捜しを始め、最終的にハッチに辿り着くものの、国防省の情報を探らせていた部下は辞職を願い出るなど、その過去については謎を残す。とりあえずユリアンは得られた情報から、側近のパヴェル率いる部下たちに彼の自宅を襲撃するように命じる。
一方、久しぶりの暴力の発散で晴れ晴れとしたハッチは、家族に明るく接するようになる。その中、謎の知人の電話よりユリアンに注意することと、そのためにかつての仕事仲間バーバー（理髪師）に会うよう伝えられる。バーバーに会ったハッチは、彼からユリアンの詳細な情報を教えられ、自分が危険な人物に狙われたことを知る。夕食時、自宅で家族と団欒するハッチは、襲撃者の接近に気づくと家族を地下のセーフルームに避難させる。そして重武装した襲撃者たちを返り討ちにし、一度はパヴェルに拘束されるも機転で逆襲する。ユリアンはまたデイビッドにも襲撃者を差し向けていたが、彼らはデイビッドのショットガンで返り討ちに遭う。
家族を避難させたハッチは襲撃者たちの死体を隠匿するため自宅に火を放つと平穏な生活を取り戻すためにユリアンとの抗争を決意する。まず隠し財産の金塊で義父の金型工場を買い取ると、罠を作り始める。そしてユリアン自身は不在である彼のアジトを単身で襲撃し、「オブシャク」の資金や、彼の絵画コレクションを焼き払う。その足で、今度はユリアンがいる彼が経営するクラブに平然と乗り込み、彼にサシの対話を要求してお前のアジトを焼いたからこれで手打ちにしようと言い放つ。激怒するユリアンは部下にハッチの殺害を命じるが、彼は盗んだ隣人のスポーツカーで逃亡し、彼らを罠を仕掛けた金型工場へと誘い込む。工場の駐車場にてハッチは銃撃で負傷し、ピンチに陥るも、工場内にはデイビッドや異母兄弟のハリーが潜んでおり、助けられる。彼ら3人は自前の銃器や、工場内の罠を使って、次々とマフィアたちを返り討ちにしていき、最終的にハッチはユリアンを殺害する。
駆けつけてきた警察から2人を逃したハッチは一人逮捕されて取り調べを受け、捜査官からお前は何者だと問われると「自分はノーバディだ（何者でもない）」と答える。そして3ヶ月後、家族と合流したハッチは、妻と新居を内見し、新たな平凡な生活に期待する。

## 登場人物

### 主人公
ハッチ・マンセル
演 - ボブ・オデンカーク、日本語吹替 - 安原義人
主人公。妻と二児を抱え、会計士として金型工場に務める平凡で冴えない中年男。劇中で明確にはされないが、かつて3文字の政府機関にて（監察官という意味での）「会計士」と呼ばれる殺人も厭わない内部統制的な職に就いていたことが示唆される。ある一件で平凡な生活に憧れ、お前には無理だと上司に指摘されながらも、引退したという。現役時代の個人情報は極秘扱いになっており、国防省の地下倉庫にかろうじて「NOBODY（何もない）」と印字された資料だけが残る。

### ハッチの家族
ベッカ・マンセル
演 - コニー・ニールセン、日本語吹替 - 日野由利加
ハッチの妻。不動産業で成功している実業家。ハッチからは愛されているが、夫婦仲は冷めている。
ブレイク・マンセル
演 - ゲージ・マンロー、日本語吹替 - バトリ勝悟
ハッチの息子。10代の少年で、父ハッチを軽視している。冒頭の強盗事件の一件でさらに父を軽んじるようになる。
サミー・マンセル
演 - ペイズリー・カドラス、日本語吹替 - 佐藤里緒
ハッチの娘。まだ幼く、彼女がお気に入りだった「猫のブレスレット」の行方を尋ねたことが、ハッチが犯人捜しを始めるきっかけとなる。

### ハッチの親族
デイビッド・マンセル
演 - クリストファー・ロイド、日本語吹替 - 側見民雄
ハッチの実父。元FBI捜査官。現在は老人ホームで暮らし、自室のテレビで西部劇を観る長閑な余生を送る。普段は呆けているように見えるが、息子同様に現役時代のような喧騒を求めている。得物はショットガン。
ハリー・マンセル
演 - RZA、日本語吹替 - 志村知幸
ハッチの異母兄弟で、黒人ハーフ。物語前半からハッチが無線機で話す相手として登場する（ハッチとの関係は終盤で明らかになる）。ユリアンとの抗争では見捨てるようなことを言いつつも最後は父と共に駆けつける。得物はスナイパーライフルで近距離戦にも長ける。
エディ・ウィリアムズ
演 - マイケル・アイアンサイド、日本語吹替 - 廣田行生
ハッチの義父（ベッカの父）で、金型工場のオーナー。豪放な性格でハッチの理解者だが、金銭にがめつい一面もある。引退を考えており、一代で築いた工場を高く売却したいと考えている。
チャーリー・ウィリアムズ
演 - ビリー・マクレラン、日本語吹替 - 中島智彦
ハッチの義弟（ベッカの弟）で、金型工場の役員。義兄ハッチをやや下に見ている。

### クズネツォフ・ファミリー
ユリアン・クズネツォフ
演 - アレクセイ・セレブリャコフ、日本語吹替 - 広瀬彰勇
有力ロシアン・マフィアのボス。暴力的な一方で、自ら歌い手としてクラブを経営し、絵画を趣味とする。弟テディの復讐のためハッチとその家族を狙う。
パヴェル -
演 - アラヤ・メンゲシャ
ユリアンの側近。エチオピア人の父とロシア人の母を持つハーフで、見た目は黒人だがれっきとしたロシア人。ユリアンから厚く信頼される。
テディ・クズネツォフ
演 - アレクサンドル・パル、日本語吹替 - 関口雄吾
ユリアンの実弟。酔って仲間らとバスに乗り込み、乗客に絡んだことでハッチに叩きのめされる。その後、この時の傷が元で死亡する。
バスのチンピラ
演 - ダニエル・バーンハード、日本語吹替 - 俊藤光利
テディの取り巻き。バスでハッチに叩きのめされる。

### その他
バーバー（理髪師）
演 - コリン・サーモン、日本語吹替 - 谷昌樹
本名不明。理髪店を拠点とするハンドラー。旧知のハッチにユリアンの詳細情報を与える。
ダレン
演 - J・P・マヌー
国防省の職員。ユリアンの部下に脅迫され、ハッチについて調べる。

## 製作
2018年1月、ボブ・オデンカークが映画のキャストに加わったことが発表された。監督はロシア人のイリヤ・ナイシュラーに決まり、「ジョン・ウィック」シリーズのデレク・コルスタットに脚本を依頼した。この映画の発案者はオデンカーク本人であった。オデンカークは過去に2度も強盗に押し入られた経験があり、1度目は現金を全て差し出し2度目はすぐに警官が来て取り押さえた。そのとき警官が言った「あなたの判断は正しかった。でも私の家だったらただでは済まなかったよ」という一言からアイデアがひらめいたという。また当初はロサンゼルスの韓国系ギャングと闘うストーリーだったが、「韓国の文化は知らないがロシア人なら正しく描くことが出来る」というナイシュラーの提案でロシア人に変えられた。
オデンカークは映画のプロデューサーも務め、デヴィッド・リーチもプロデューサーに名を連ねた。コルスタットは、Marc S. Fischerとともにエグゼクティブプロデューサーも務めた  。STXエンターテインメントが本作を配給することになっていたが  、STXは理由を明かさずに製作の中止を発表。2019年4月、ユニバーサル・ピクチャーズが、STXから映画の配給権を取得した  。
2019年10月、コニー・ニールセンとクリストファー・ロイドが映画のキャストに加わった 。
主要撮影は2019年9月にロサンゼルスで始まり 、2019年10月にカナダのウィニペグで製作が再開された。

## 公開
当初、ユニバーサル・ピクチャーズによって2020年8月14日に米国で劇場公開される予定だったが 、4月7日、COVID-19のパンデミックにより、映画は6か月後の2021年2月26日に延期された  。
7月9日、公開日が1週間繰り上がり2021年2月19日に再設定さされた 。しかし、2020年12月10日、ユニバーサル・ピクチャーズは当初の計画を採用することを決定し、2月26日の公開に向けてスケジュールを再び変更した  。
2021年1月21日になって、公開日は2021年4月2日に延期されたが 、翌月、映画は1週間繰り上がって2021年3月26日に公開された 。

## 評価

### 興行収入
本作は制作費1600万ドルに対し、北米地域で2760万ドル、その他の地域で2990万ドル、世界全体で5750万ドルの興行収入を達成した。
アメリカでの公開1週間前時点で、バラエティ誌は、新型コロナ以前の状況であれば1500万ドルほど見込めたのに、現況では500万ドル程度に留まると予想していた。
実際には公開初日に250万ドルを稼ぎ出し、公開初週で670万ドルを達成し興行成績が1位となった。観客の62％が男性であり、56％が35歳以下であった。2週目は56％減の300万ドルで3位に下がった。

### 批評家
レビュー集計サイト「Rotten Tomatoes」では282件のレビューを基に84%の支持、平均評価は7/10となっている。同サイトの批評コンセンサスでは「『ノーバディ』はこのジャンルの新境地を開拓するようなものではないが、直感的な暴力スリラーは他の多くのものを打ちのめして粉々に破壊した。そのすべてにおいて、ボブ・オデンカークがアクションスターになれることを証明している」。
Metacriticでは、43人の批評家を基に100点満点中64点の加重平均スコアを獲得しており、「全般的に好意的な評価」としている。
CinemaScoreによる観客評価では、A+からFまでの平均点で「A-」と評価されており、PostTrakでは高評価が83％であり、69％が他者にぜひ勧める作品とした。
ハリウッド・レポーター誌のジョン・デフォーは、本作の「楽しく馬鹿げた暴力」を称賛し、「本作は、『48時間』シリーズや、それ以前の作品よりも真面目さに欠けたものだが、願望充足な作品であり、他のものよりも滑稽でいて、より楽しい」と評している。
シカゴ・サンタイムズ紙のリチャード・ローパーは、4つ星中3つ星をつけ、次のように評している。「最も印象的なのはオデンカークだ。ハッチがアクションスターになる時まで、彼はとてもアクションスターのように見聞きできない。そして私達は、肉体的な印象すら薄い、この普段は温厚な男が、そのへんにあるティーポッドであなたを殺せるような、そんな怒りで煮えたぎった大鍋だと完全に信じ込ませられる」。

## 今後の展開予定

### 続編
2021年3月、ベッカ役のコニー・ニールセンは、続編があるならベッカの役を再演したいとコメントした。彼女はハッチとベッカのバックストーリーを知りたいと言い、2人の出会いについては1作目時点でも内部で話し合っていたと明かした。
同年6月、デレク・コルスタッドは続編の脚本を執筆中であることを明かし、ただ、まだスタジオから許可が降りていないとコメントした。
2022年3月、87ノース・プロダクションズは、ソーシャルメディア上で『Mr.ノーバディ2』の制作を楽しみにしていると発表したが、正式な制作時期が発表されたわけではなかった。
その後、同年8月にデヴィッド・リーチが脚本制作が進行中であることを確認し、スタジオが続編制作を約束したことを明言した。
2022年12月、ケリー・マコーミックは続編が正式に決定したこと、また2023年に主撮影が予定されていることを発表した。

### ジョン・ウィックシリーズとのクロスオーバーの可能性
2021年3月、デレク・コルスタッドは、自身が脚本を務めるジョン・ウィックシリーズとのクロスオーバーもありうると示唆した。両作の配給はライオンズゲートとユニバーサルでそれぞれ異なるものの、共に制作スタジオは87ノース・プロダクションズであり、コルスタッド以外にもデヴィッド・リーチが両作に関わっており、共同プロデューサーのケリー・マコーミックは彼の妻である。彼としてはシネマティック・ユニバースのような形ではなく、あくまで小規模なイースターエッグ的なものでやって欲しいと述べている。
同月末にはイリヤ・ナイシュラー監督がクロスオーバーに興味を示したコメントを出した。彼は87ノース・プロダクションズが両作品に関わっていることを踏まえた上で「つまりすべてが可能だ。より奇妙なことが起こるのは間違いない・・・　ふむ」と述べている。
同年6月にコルスタッドは両作品のクロスオーバーを最小限の方法で実現したいと述べた。